# 武岡暢
武岡 暢（たけおか とおる、1984年 - ）は、日本の社会学者、立命館大学産業社会学部准教授。

## 略歴
東京生まれ。2006年東京大学文学部社会学専修課程卒業、2015年同大学院人文社会系研究科博士課程修了、「新宿歌舞伎町の社会学的研究 都市地域社会の把握に関する方法的考察」で博士(社会学)。立命館大学産業社会学部准教授。

## 著書

### 単著
- 『歌舞伎町はなぜ<ぼったくり>がなくならないのか』（2016年、イースト・プレス）
- 『生き延びる都市 新宿歌舞伎町の社会学』（2017年、 新曜社）

### 共編著
- 『変容する都市のゆくえ 複眼の都市論』三浦倫平共編著（2020年、文遊社）

### 共訳書
- ケン・プラマー『21世紀を生きるための社会学の教科書』赤川学監訳、（2021年、ちくま学芸文庫）